# Dallol (sídlo v Etiopii)
Dallol (amharsky ዳሎል) je lokalita v Afarské pánvi na severu Etiopie. Toto opuštěné sídlo ve stejnojmenném okresu (amharsky woreda, (ወረዳ) leží uprostřed pouště 130 metrů pod hladinou moře. Nevede sem žádná silnice, místo je dostupné pouze velbloudími karavanami. Nedaleko se nachází stejnojmenná sopka. Vysoká koncentrace solí a horkých plynů vytvořila v místní krajině útvary bizarních barev a tvarů.

## Historie
Osada byla založena v roce 1906, kdy zde italská firma Montecatini zahájila těžbu sylvínu, z něhož se získával draslík. V roce 1918 byla vybudována úzkorozchodná dráha do eritrejského přístavu Mersa Fatma, po níž se dopravovalo až 25 000 tun soli ročně. Za druhé světové války byla železnice zničena. Od šedesátých let nastal útlum těžby, který vedl k odchodu dělníků. Podle etiopského sčítání lidu v roce 2005 je město uváděno jako opuštěné.
Dallol držel rekord jako nejteplejší obydlené místo na Zemi. V letech 1960–1966 zde byla naměřena průměrná roční teplota 34,5 °C (s letními maximy běžně přesahujícími 45 stupňů).